# 大水洞遺址
大水洞遺址位於四川省綿陽市江油市，文物遺址年代判定為新石器時代。2007年6月1日公佈為四川省第七批文物保護單位。